# Jazz Jackrabbit (видео-игра из 2002)
Jazz Jackrabbit је видео-игра коју је направила компанија Game Titan. Под лиценцом Epic Games-а, објавила ју је 2002. фирма Jaleco за играчку конзолу Game Boy Advance. Игра има 24 нивоа за једног играча и 11 нивоа за више играча. Само једна копија касете је потребна за игру са више играча.

## Заплет
Хорда камелеона је заробила Џеза Џекребита док се шуњао кроз њихову земљу. Џез успева да побегне и да победи Краља Камелеона. Потом је ишао у различите мисије R.A.B.T.HQ-а ометајући његову жељу за пензионисање.

## Играње
За разлику од осталих игара тог жанра, Jazz Jackrabbit има специфичну механику. Џез мора да прође кроз све нивое пуцајући ласером који има неограничену муницију и испаљује у 8 правца. Поред тога, Џез може да прикупи још пет других пушака и њихову муницију.